# Langues inanwatanes
Les langues inanwatanes sont une famille de langues papoues parlées en Indonésie, dans la péninsule de Doberai, située à l'extrémité occidentale de la Nouvelle-Guinée dans la province de Papouasie occidentale.

## Classification
Malcolm Ross (2005) suit la proposition de S. Wurm (1975) d'inclure les langues inanwatanes dans la famille hypothétique de trans-nouvelle-guinée, aux côtés des langues bird's head du Sud et konda-yahadian. Haspelmath, Hammarström, Forkel et Bank ne valident aucun de ces rapprochements, arguant d'une comparaison du vocabulaire peu probante, et maintiennent l'inanwatan comme une famille de langues indépendante.

## Liste des langues
Les deux langues inanwatanes sont :
- duriankere
- suabo